# Laurence G. Taff
Laurence G. Taff, född 1947, är en amerikansk astronom.
Minor Planet Center listar honom under namnet L. G. Taff och som upptäckare av 10 asteroider. En av dem tillsammans med astronomen Dave E. Beatty.

## Asteroider upptäckta av Laurence G. Taff
| 2460 Mitlincoln [A]                        | 1 oktober 1980    |
| 3343 Nedzel                                | 28 april 1982     |
| 3403 Tammy                                 | 25 september 1981 |
| 3973 Ogilvie                               | 30 oktober 1981   |
| 4028 Pancratz                              | 18 februari 1982  |
| 4143 Huziak                                | 29 augusti 1981   |
| 4324 Bickel                                | 24 december 1981  |
| 4329 Miró                                  | 22 september 1982 |
| (5501) 1982 FF2                            | 30 mars 1982      |
| (5550) 1981 UB1                            | 30 oktober 1981   |
| 6171 Uttorp                                | 26 oktober 1981   |
| Upptäckt tillsammans med: A Dave E. Beatty |                   |